# Kimbetohia
Kimbetohia is een uitgestorven zoogdier uit de familie Ptilodontidae van de Multituberculata. Dit dier leefde tijdens Laat-Krijt en Vroeg-Paleoceenin Noord-Amerika. Kimbetohia was een boombewonende omnivoor.

## Soorten
Het geslacht Kimbetohia omvat twee soorten. K. campi ontwikkelde zich in het Laat-Krijt (Maastrichtien, Lancian NALMA) met fossiele vondsten in de Kirtland-formatie in New Mexico en de Lance Creek-formatie in Wyoming. De soort overleefde de K-T-grens. Uit het Puercan, het eerste deel van het Noord-Amerikaanse Paleoceen, is K. campi bekend van fossielen uit het San Juan-bekken, Utah en Montana. K. mziae leefde in dezelfde periode en is alleen bekend uit Colorado.